# 酰胺 (官能团)
酰胺在广义上可以指RnE(=O)xNR2官能团或含该官能团的化合物，其中x不能为0，n为1或2，E(=O)为某酰基，R是氢原子或有机基团。酰胺可以看作是含氧酸 RnE(=O)xOH的羟基被氨基（或胺）所取代而产生的衍生物。
一些重要的酰胺化合物有：
- 碳酰胺，E为碳时，具RC(=O)NR2结构的酰胺，也是最主要的酰胺（在没有注明的情况下，酰胺一般都指羧酸的氨基衍生物）化合物。
- 磷酰胺，E为磷时，具R2P(=O)NR2结构的酰胺。
- 磺酰胺，E为硫时，具RS(=O)2NR2结构的酰胺。

涉及酰胺结构的重要化合物有：
- 二酰胺，二元羧酸的衍生物，如草酰胺、邻苯二甲酰亚胺。
- 内酰胺，由酰胺结构成环的酰胺，如β-内酰胺、己内酰胺。
- 金属酰胺配合物（英语：metal amides），一类金属中心、含NH2-或NR2-的配位化合物 [2][3]。